# محاولة اغتيال مصطفى الكاظمي
في 7 تشرين الثاني/نوفمبر 2021 أفادت القوات المسلحة العراقية بأن رئيس الوزراء العراقي مصطفى الكاظمي نجا من محاولة اغتيال ذلك الصباح. هاجمت طائرة مسيرة مفخخة منزله في بغداد. وأصيب عدد من أفراد أمنه بجروح. يشاع أن محاولة الاغتيال هذه مرتبطة باشتباكات بغداد التي وقعت قبل يومين.

## الانفجار
كان الكاظمي عائدًا من جولة تفقدية أجراها لقوات أمنية كانت تقف في مواجهة عدد من المحتجين عند البوابة الجنوبية للمنطقة الخضراء عندما هاجمته الطائرة المسيرة. بينما كان يهم الكاظمي بالدخول إلى منزله من هذه الجولة استهدفت طائرة مسيرة الموقع ما أسفر عن إصابة عدد من عناصر حرسه الشخصي بالإضافة إلى وقوع بعض الأضرار المادية الطفيفة. بعد وقوع الهجوم طوقت قوة من القوات الخاصة العراقية مقر سكن رئيس الوزراء.